# Момський улус
Момський улус (якут. Муома улууһа, рос. Момский район) — муніципальний район на півдні Республіки Саха (Якутія). Адміністративний центр — с. Хонуу. Утворений у 1931 році.

## Населення
Населення району становить 4 342 особи (2013).

## Адміністративний поділ
Район адміністративно поділяється на 6 муніципальних утворень, які об'єднують 7 населених пунктів.